# Натуральна віспа
Натура́льна ві́спа (часто просто віспа, також велика віспа; лат. variola vera; variola major, англ. smallpox) — інфекційне вірусне антропонозне захворювання з частим епідемічним поширенням. За приблизними підрахунками з VI по XX століття хвороба призвела до смерті щонайменше 1 млрд людей. Є думка, що лише у XX столітті від неї загинуло до 300 млн людей на планеті, що значно більше, ніж в усіх війнах людства.
До 1978 року стало зрозумілим (останній на той час випадок відбувся в порту Марка в Сомалі в 1977 році), що у світі хвороба ліквідована. Про це хотіли оголосити з трибуни Всесвітньої організації охорони здоров'я (ВООЗ), але у Великій Британії в 1978 році несподівано захворіла медичний фотограф Джанет Паркер, заразивши ще й свою матір. Зараження ймовірно відбулося у лабораторії для дослідження цього вірусу на медичному факультеті Бірмінгемського університету, де Паркер фотографувала зразки. Щоб припинити можливий спалах, негайно довелося провакцинувати 500 її знайомих. Паркер стала останньою жертвою хвороби на планеті.
Тому лише 1980 року ВООЗ офіційно оголосила, що натуральна віспа ліквідована у природі за допомогою вакцинації. На це було витрачено 2,4 млрд доз противіспяної вакцини, попри це, все ще існує гіпотетична можливість внутрішньолабораторного зараження при проведенні наукових досліджень з подальшим поширенням хвороби в популяції, адже у світі були ліквідовані не всі лабораторні запаси вірусу (на початку 1990-х років їх зберігали в 3-х країнах: США, СРСР, Південно-Африканська Республіка). З метою уникнення повторної інтродукції натуральної віспи в людську популяцію всі відомі запаси вірусу в лабораторіях всього світу за угодою 1979 року були або знищені, або відправлені вже тільки до двох сховищ: CDC (Атланта, США) і лабораторію Державного наукового центру вірусології і біотехнології «Вектор» (Новосибірська область, Російська Федерація). Обидва об'єкти перевіряються ВООЗ кожні два роки. Обговорення необхідності знищення цих двох останніх культур вірусу ведеться вже кілька десятиліть. Станом на XXI століття генні технології дозволяють повністю секвенувати ДНК вірусу натуральної віспи, і це означає, що він може бути реконструйований для дослідницьких цілей. Всесвітня асамблея охорони здоров'я (World Health Assembly, ВАОЗ), вищий керівний орган ВООЗ, багаторазово закликала консультативний комітет ВООЗ з натуральної віспи розглянути питання остаточного знищення вірусу. Але на 72-й ВАОЗ у 2019 році ухвалено, що дослідження з використанням вірусу досі необхідні для подальшої розробки противірусних препаратів від натуральної віспи, тому культури цього вірусу й досі зберігаються лабораторно. У зв'язку з ризиком навмисного викиду вірусів (терористичний акт), особливо після надсилань спор збудника сибірки на початку XXI століття деякі країни стали виробляти противіспяні вакцини, щоб поповнити свої запаси; ВООЗ теж створила запаси такої вакцини, а уряд США відновив щеплення для військовослужбовців як проти натуральної віспи, так і проти сибірки. Існує занепокоєння з приводу того, що натуральна віспа може використовуватися як біологічна зброя. Комісар FDA, доктор Скотт Готліб заявив: «Щоб усунути ризик біотероризму, Конгрес зробив кроки, які дозволили розробити і схвалити контрзаходи з протидії патогенам, які можуть використовуватися як біологічна зброя. Цей крок дає нам додаткові можливості, якщо вірус натуральної віспи буде використаний як зброя масового ураження, це гарантія того, що США готові до будь-якої надзвичайної ситуації у сфері охорони здоров'я».
Не зважаючи на підтверджений факт ліквідації у світі натуральної віспи, її, через легкість зараження людей, швидкість поширення, тяжкий перебіг, високу летальність продовжують відносити до тих інфекційних захворювань, які виявили здатність чинити серйозний вплив на здоров'я населення і можуть швидко поширюватися в міжнародних масштабах та увійшли до переліку подій, які можуть спричинити надзвичайну ситуацію в галузі охорони здоров'я. Тож її продовжують включати до переліку тих інфекційних хвороб, які регулюють сучасні Міжнародні медико-санітарні правила 2005 року. Вірус натуральної віспи залишено, незважаючи на ліквідацію хвороби в природі, у переліку тих біологічних агентів, які можуть бути чинниками біологічної зброї

## Історичні факти
Натуральна віспа — одне з найдавніших захворювань. Опис хвороби було знайдено в єгипетському папірусі часів фараона Аменофіса I, написаному близько 4 тис. років до нашої ери. Найпершою епідемією натуральної віспи, відомою з достовірних джерел, вважають ту, що відбулася під час арабо-абіссинської (так званої слонової) війни VI століття в Абіссінії. Саме звідти араби занесли хворобу до Іспанії. У VII столітті хвороба вже зустрічалася по всьому європейському Середземномор'ю. У VIII столітті занесена до Японії, відбулася велика епідемія, яка впродовж 735—737 років викосила ймовірно до ⅓ населення цієї країни. У XIII ст. досягла Ісландії. З XIV століття стала ендемічною для всієї Європи, а в XV ст. потрапила в Америку, де спустошила цілі райони і повністю знищила окремі місцеві племена, як в епідемію 1775—1782 років у Північній Америці. У середньовіччі тільки в Європі занедужувало до 12 мільйонів людей щорічно, а 1,5 мільйони вмирали.
Ще в давнину намагалися боротися з натуральною віспою. Індійці та китайці оберігалися від неї вводячи підсохлі струпи, отримані зі шкіри хворих, в носові ходи здорових людей. Жителі Персії втирали заразний матеріал в шкіру тих людей, які не хворіли на неї. Черкеси, бажаючи зберегти красу своїх дочок, тобто убезпечити від спотворюючих рубців — віспин, робили на закритих частинах тіла спеціальні насічки кинджалом, вістря якого було змочене у віспяному гної. Але при цьому нерідко виникала тяжка, навіть смертельна хвороба.
До XVIII століття був поширений один метод запобігання натуральній віспі — варіоляція(інокуляція), яка на це століття була вже традиційною практикою, але тягнула за собою такі ж серйозні ризики, як і прадавні методи, в тому числі, можливість розвитку тяжкої форми хвороби та смерті щепленого; ще одним ризиком був страх, що ті, хто щеплені, потім перенесуть хворобу до тих, хто їх оточує, через те, що вони внаслідок варіоляції стануть переносниками хвороби.
Так зокрема у Російській імперії варіоляція  була проведена після смерті від натуральної віспи 15-літнього імператора Петра II. Першими щепленими від неї були Катерина II, Великий князь Павло Петрович, Велика княгиня Марія Федорівна, а через кілька днів і онуки Катерини — Олександр і Костянтин Павловичі. Звичайному селянському хлопчині Олександру Маркову, від якого взяли матеріал для щеплення Катерини II, дарували дворянство, надали прізвище Оспєнний і герб.

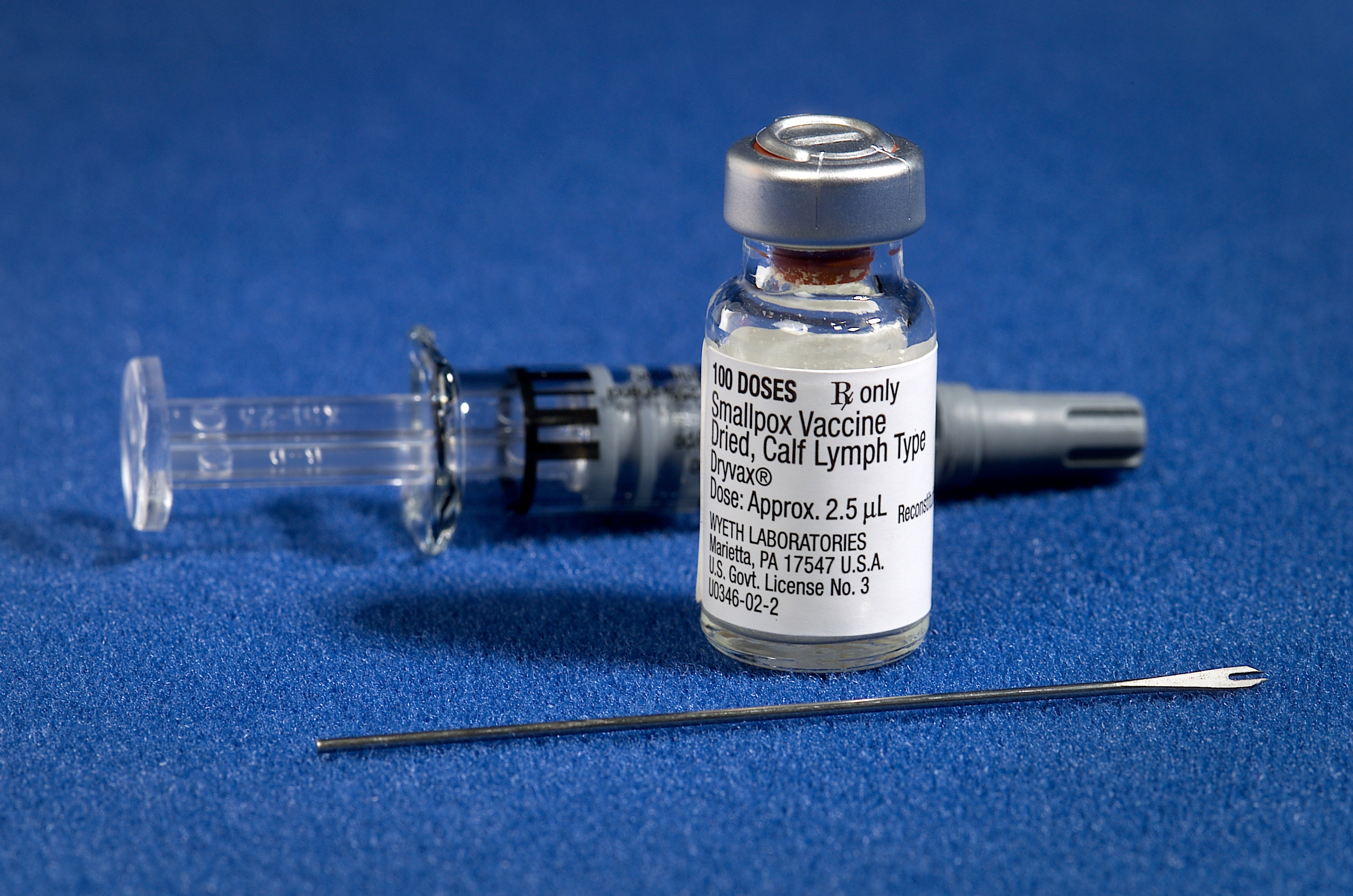
Вакцина від натуральної віспи

Наприкінці XVIII століття англійський лікар Едвард Дженнер винайшов вакцину — безпечне щеплення від натуральної віспи на основі вірусу коров'ячої віспи, яке потім було застосовано в Європі та усьому світі масово. Вірус натуральної віспи не мав резервуарів серед тварин для підтримки своєї циркуляції в природі, не сформувалось і його безсимптомне носійство (персистенція) у людей, тому епідемічний ланцюг легко перервався завдяки своєчасній ізоляції хворих, дезінфекції в осередках і масової імунізації населення. Разом це призвело до ерадикації натуральної віспи до 1980-го року. У випадку з натуральною віспою було багато факторів, які дозволили добитися такого результату: вакцина була термостабильна і не вимагала охолодження при зберіганні; для імунізації потрібна була тільки одна доза вакцини; кожного хворого можна було легко виявити за характерним висипом і, отже, його можна було своєчасно ізолювати, а контактних швидко вакцинувати.

## Етіологія

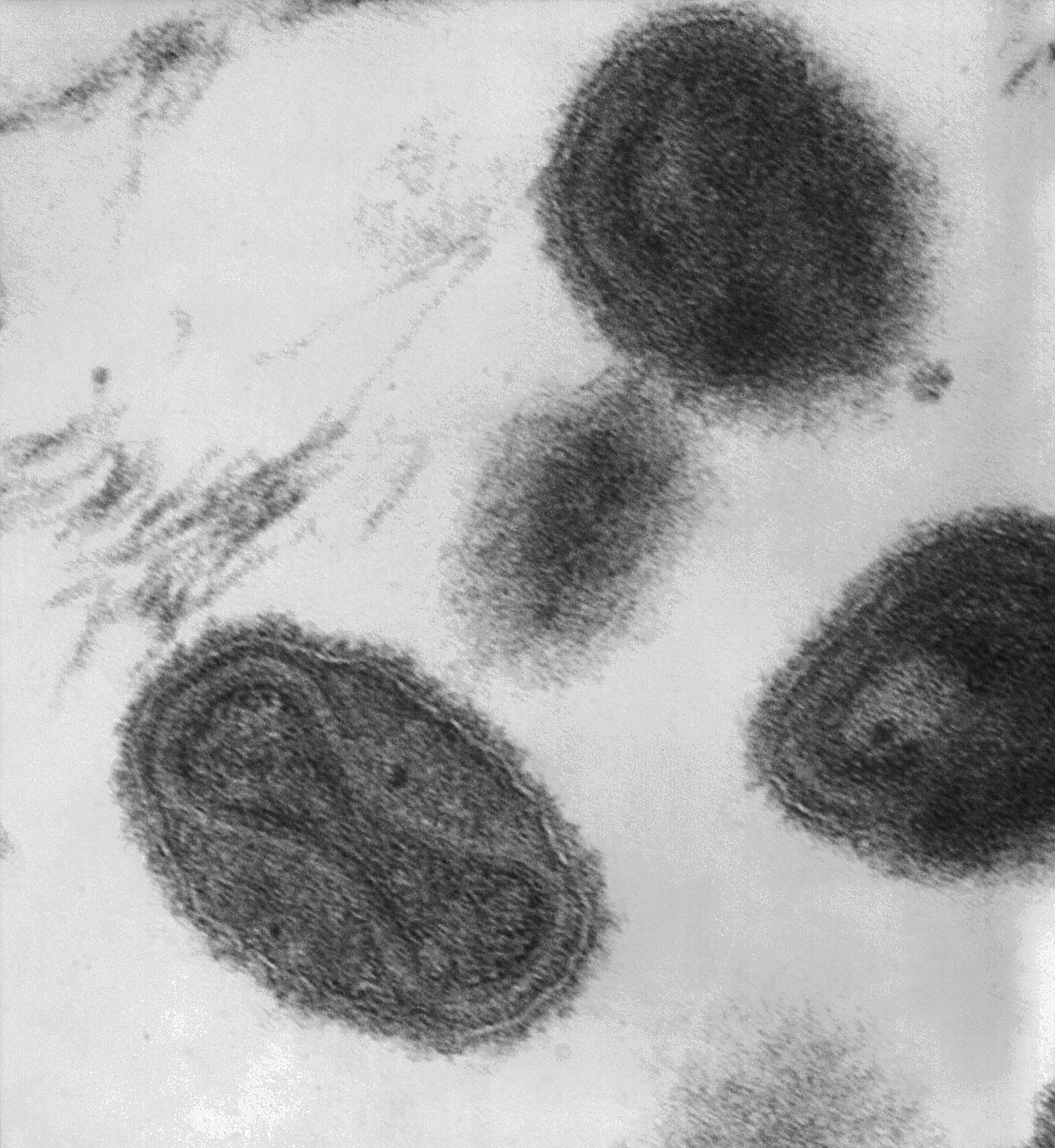
Віріони натуральної віспи (збільшено у 370000 разів)

Збудник натуральної віспи — складний вірус, він містить ДНК, розмножується в цитоплазмі клітин. Вірус віспи відносять до родини Поксвіруси (Poxviridae), підродини Chordopoxviridae, роду Orthopoxvirus; має розміри 200—350 нм. При попаданні вірусу клітини шкіри збільшувалися в розмірах і містили особливі включення, оточені зоною просвітління. Їх назвали тільцями Гварнері й виявляли навіть при дослідженні в світловому мікроскопі з невеликим збільшенням.
Вірус натуральної віспи має антигенну спорідненість з еритроцитами групи А крові людини, що зумовлює слабкий імунітет людей з такою групою крові, високу захворюваність та смертність. Він стійкий до впливу факторів довкілля, особливо до висушування та низьких температур. Може тривалий час, упродовж місяців, зберігатися у кірочках, взятих з віспин на шкірі хворих, у замороженому та ліофілізованому стані залишається життєздатним декілька років.
Найімовірніше, вірус натуральної віспи еволюціонував між 68-16 тисячами років тому. Одна клада штамів — Variola major (різновид вірусу, який спричинював клінічно тяжчу форму захворювання), яка поширювалася з Азії між V і XVI століттями. Друга клада включала два різновиди Variola Alastrim minor (фенотипічно легша форма), описана в Америці, ізольована в Західній Африці, яка відокремилася від загального предка вірусу натуральної віспи між XV століттям до н. е. і VII століттям н. е. Надалі ця клада розійшлася на дві субклади у XIII столітті.

## Епідеміологічні особливості
Джерелом інфекції були хворі, які у перші дні захворювання виділяли збудника у довкілля з частинками слизу з носоглотки (повітряно-крапельний механізм передачі інфекції), а пізніше — при відпаданні кірочок, які містили вірус, зі шкіри та слизових оболонок контактним механізмом — шляхом безпосереднього контакту, так і внаслідок того, що вірус із гноєм пустул, з кірочок потрапляв до пилу (пиловий шлях), який піднімався у повітря і надалі проникав до організму здорової людини через дихальні шляхи. Через високу стійкість вірусу до висушування він міг із натільною білизною та іншими речами хворих переноситися на далеку відстань, де з пилом здатний був заражати здорових. Хворий був заразним упродовж усього періоду захворювання, починаючи з моменту виникнення гарячки. Можливо заразливість хворих починалася раніше — з останнього дня інкубаційного періоду. Найбільша заразливість хворих припадала на період розкриття віспяних елементів на слизовій оболонці рота і горла, відповідно 6-9-му дню захворювання.

## Патогенез
Проникнувши через шкіру або слизові оболонки, вірус починає циркулювати у крові; при потраплянні його у клітини шкіри або слизових оболонок на них утворюються характерні висипання внаслідок ураження усіх шарів шкіри. Вірус спричинює глибокі порушення діяльності серцево-судинної системи.

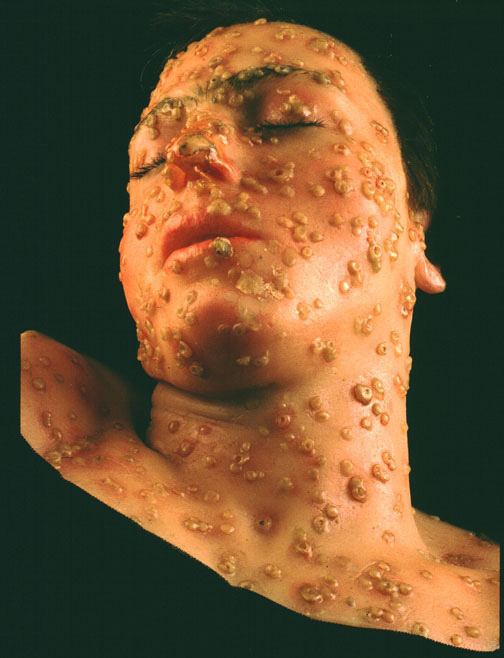
Кольорова модель висипу при натуральній віспі на обличчі (1917 рік).

Найбільш тяжкі епідемії натуральної віспи (з 40-60 % летальністю) вирували у XVII і XVIII століттях. Ліквідація ж хвороби в 1970-х роках відбувалася на тлі широкого поширення менш небезпечних штамів вірусу (типу minor), які спричинюють захворювання, відоме під назвою аластрім. Для нього характерні ураження тільки рогового (поверхневого) шару шкіри. Геноми менш вірулентних штамів відрізняються великим розміром інвертованих термінальних повторів, тому зниження летальності у XX столітті в осередках натуральної віспи не можна пояснити тільки проведеною імунопрофілактикою.

## Класифікація і клінічні ознаки
Розрізняють такі клінічні форми:
- поширена форма з достатньо рясним висипом на шкірі та слизових оболонках (зустрічалася найчастіше);
- геморагічна форма;
- зливна віспа;
- віспяна пурпура (або чорна віспа) — вкрай тяжка форма віспи з практично 100-відсотковою летальністю;
- варіолоїд — атипова, легка, стерта форма хвороби у людей, в яких є імунітет після профілактичних щеплень.

Також виділяли аластрім (від порт. alastrar — горіти, розкидати іскри), форму з легким перебігом та малою контагіозністю, яка траплялася, переважно, в тропічних країнах серед місцевих мешканців.
Інкубаційний період тривав від 5 до 15 днів.
При поширеній формі початок хвороби завжди гострий — з ознобом, болем у ділянці крижів та ломотою в тілі, швидким підвищенням температури тіла до 40-40,5 °C. Цей продромальний період тривав 3-5 днів; приблизно у 20-25 % хворих є продромальний висип, який зберігаються упродовж 3-4 днів, не маючи нічого спільного зі справжнім віспяним висипом, що з'являвся пізніше.
Після продромального періоду температура знижувалася до 37,2 °C чи нижче, зберігаючись на цьому рівні упродовж 3-4 днів. За цей період встигав утворитися справжній віспяний висип. Він мав характерну локалізацію, з'являючись на волосяній частині голови, частіше на чолі, на обличчі, кистях рук, у проміжках між пальцями рук та ніг. З 2-го дня від початку висипу його елементи з'являлися на тулубі, потім поширювалися на верхні та нижні кінцівки. Спочатку вони мали вигляд круглих, до 3 мм у діаметрі рожевих плям, що швидко перетворювалися на папули.
Через 1-2 дні на верхівці кожної папули утворювався пухирець (везикула), наповнений мутною рідиною. Пухирці мали подовжену форму, обведені тонкою смужкою гіперемії. Якщо проштрикнути пухирець тонкою голкою, то повного випорожнення пухирця не наставало, тому що він був багатокамерним. Кожний пухирець розміщувався на ущільненій ділянці шкіри, дно його інфільтроване. Більшість везикул та пустул розташовувалися на периферійних (дистальних) ділянках тіла. Висипання на слизових ротової порожнини, носоглотки, гортані та трахеї мали такі ж особливості.
Через 1-2 дні вміст пухирців нагноювався, мутнішав, виникали гнійні пустули, при цьому температура підвищувалася до 40-41 °C та трималася на цьому рівні (з тими або іншими коливаннями) упродовж 10-15 днів та більше. Пухирці лопалися, гній витікав на шкіру, спричинюючи свербіж, подразнення і мацерацію шкіри.
Нерідко самі хворі пошкоджували пустули, переносячи гній на здорові ділянки шкіри. Стан хворого став нестерпним, його непокоїв сильний свербіж шкіри, він втрачав апетит, страждав від безсоння.
Тяжке ураження серцево-судинної системи могло призвести до смерті. Прогноз завжди був серйозним.
У випадках одужання на ділянках, де відбувся витік гною з пустул, утворювалися сухі темно-бурі кірочки, які відокремлювалися від поверхні шкіри або слизових до кінця 3-4-го тижня від початку хвороби, коли хворий починав одужувати. Для картини крові характерна лейкопенія або нормоцитоз; у формулі крові — відносний лімфоцитоз. Різко виражена тромбоцитопенія.
При геморагічній формі хвороби («чорна віспа») порожнини пухирців та пустул містили домішки крові, яка змінювала свій колір до чорного.
Варіолоїд — легка форма натуральної віспи в людей, у яких був частковий імунітет, набутий внаслідок щеплень, характеризувався відсутністю продромального періоду, короткочасним підвищенням температури (на 2-4 дні), нерясним висипом, який розташовувався тільки на чолі, шиї, між пальцями рук та ніг; елементи висипу досягали неповного розвитку (пустул не спостерігалося). Хвороба закінчувалася повним одужанням.

## Діагностика
Хворобу розпізнавали на основі епідеміологічних даних, анамнезу і клінічної симптоматики. Для підтвердження діагнозу можна дослідити зіскоб папул, вміст пухирців та пустул на специфічний антиген збудника, який виявляється у реакції зустрічної дифузії та преципітації в гелі. З метою екстреної діагностики використовується реакція пасивної гемаглютинації зі вмістом віспяних елементів. Для виявлення вірусу використовувалася електронна мікроскопія. Для ретроспективного підтвердження діагнозу натуральної віспи проводилося також дослідження парних сироваток крові в реакції гальмування гемаглютинації.

## Лікування
Усі хворі підлягали госпіталізації та суворій ізоляції. Для етіотропного лікування з невеликим успіхом використовували метисазон. Загалом проводилось патогенетичне лікування. Необхідне суворе дотримання гігієнічних вимог до натільної та постільної білизни. З моменту утворення пустул їх тушували 2 % розчином перманганату калію на ватному тампоні. Шкіру повік протирали 1 % розчином борної кислоти, в очі закрапували сульфацил-натрій (альбуцид), а у період гнійних висипань через день застосовували тетрациклінову очну мазь. Слизову оболонку ротової порожнини та язик протирали 3 % розчином боракс-гліцерину. Необхідні комплексна вітамінотерапія, анальгетики, снодійні. За відповідними показаннями застосовували серцево-судинні препарати, в/в вливання сольових розчинів. При тяжкому перебігу віспи в ослаблених хворих для придушення вторинної бактеріальної інфекції застосовували антибіотики.
13 серпня 2018 року повідомлено, що створено ефективний етіотропний препарат проти вірусів натуральної, мавпячої та коров'ячої віспи тековірімат (TPOXX®). Препарат пригнічує функцію основного білка вірусної оболонки, необхідного для існування вірусів поза клітиною. Таким чином, віруси не можуть вийти із зараженої клітини, а також не відбувається поширення їх всередині організму. Препарат створено через побоювання біотероризму, реінтродукції натуральної віспи у природні умови та виникнення через це тяжкої пандемії. У Стратегічному національному запасі США накопичено два мільйони доз тековірімату в разі біотерористичного нападу збудниками, які належать до роду ортопоксвірусів.

## Профілактика

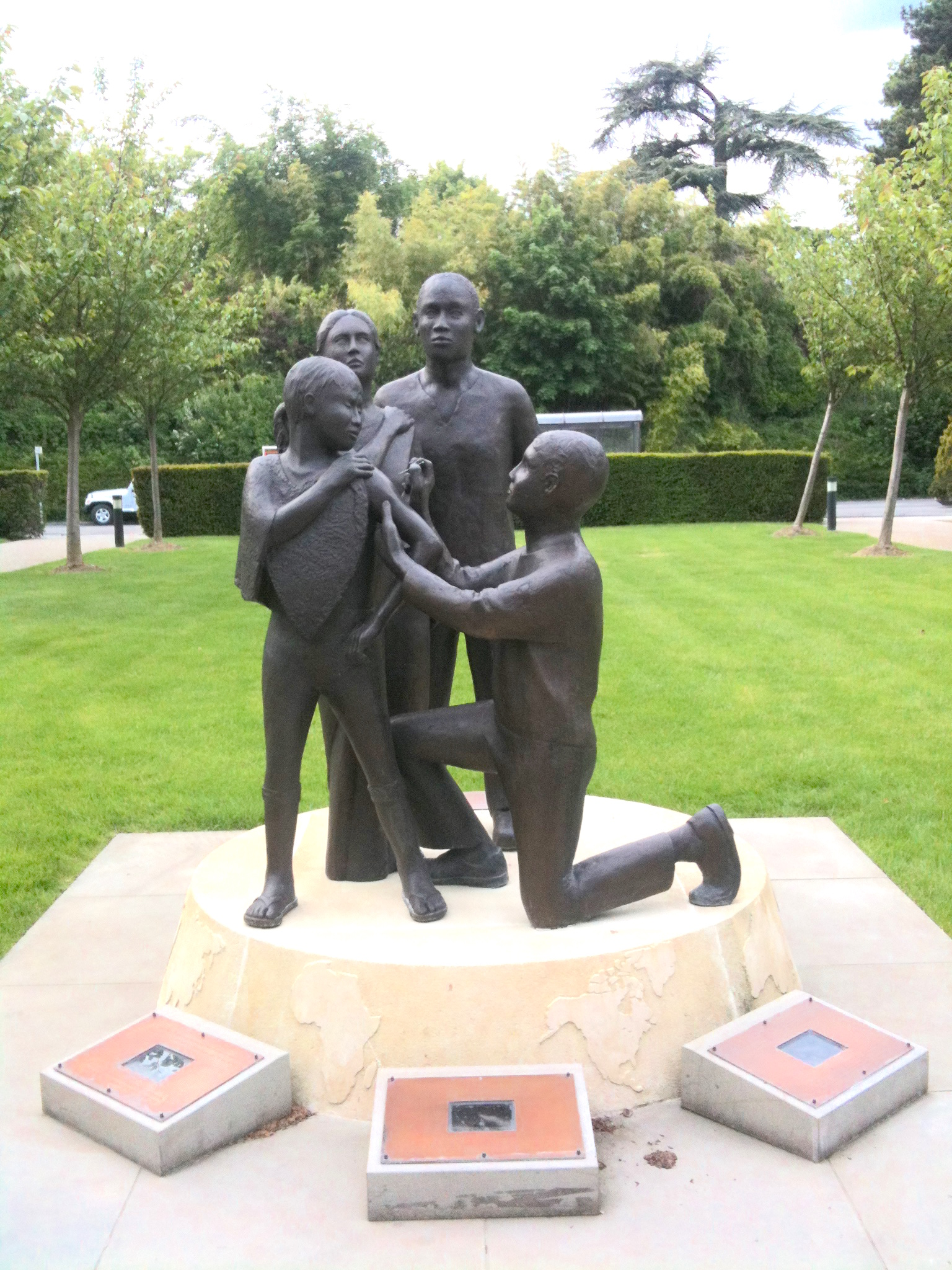
Монумент присвячений ерадикації віспи. Встановлений на території штаб-квартири ВООЗ у Женеві.

Госпіталізація хворих, проведення карантинних заходів. Персонал, що наглядає за хворими, повинен носити марлеві пов'язки, подвійні халати, гумові хірургічні рукавички. Але у XXI столітті персонал працює у захисних медичних обладунках найвищого рівня захисту. При появі випадку захворювання у вогнищі встановлюється карантин на 17 днів, за людьми, що контактували з хворим, встановлюють медичне спостереження з розміщенням їх у карантині.